# 不來梅市旗
不來梅市旗是不來梅的旗幟，使用了代表漢薩同盟的紅白兩色，右側大部分地區是紅白相間的八條條紋，左側則是紅白相間的格子圖案，有「培根」的俗稱。不來梅市旗還有包含了不來梅市徽等變體版本。